# Jörg Hoffmann (înotător)
Jörg Hoffmann (n. 29 ianuarie 1970, Schwedt/Oder, Republica Democrată Germană, Germania) este un înotător german, medaliat olimpic. A participat la 3 ediții ale Jocurilor Olimpice (1988, 1992, 1996) în care a câștigat o medalie de bronz.